# Enrico Saraceni
Enrico Giorgio Saraceni, noto anche con lo pseudonimo di Cobra (Chieti, 19 maggio 1964), è un velocista italiano.

## Biografia
Dopo svariati anni di calciatore dilettante, ultimo campionato nel Casoli (CH) Promozione abruzzese 1994/1995, inizia l'attività in atletica leggera a giugno 1995 partecipando ai Campionati Europei per postelegrafonici a Göteborg (Svezia).
Nel 2001 si laurea vicecampione italiano assoluto indoor sui 400 m a Torino, con il personale di 47,56 e nello stesso anno a giugno viene convocato nella rappresentativa italiana Coppa Europa (dopo essere arrivato 3º nella finale oro di Bressanone con il nuovo personale portato a 46,86), a Brema (Germania) dove partecipa nella staffetta 4×400m come 3º frazionista. (Gini-Galletti-Saraceni-Attene).

### Attività master
Dal 2004 ad oggi ha conquistato 21 medaglie d'oro negli europei, e 16 medaglie d'oro nei mondiali. Detiene ad oggi 2 primati del mondo.
Nel 2004 all'età di 40 anni compiuti inizia la sua brillante carriera master, vincendo gli Europei in Danimarca ad Aarhus sia nei 200 m che nei 400m dove realizza il Primato del Mondo di categoria con il tempo di 47,82, tolto al campione olimpico di Città del Messico 1968 Lee Evans.
Nel 2005 nei mondiali di San Sebastian si laurea campione del Mondo sia nei 200 m (21,70) sia nei 400 m (48,95); vicecampione del Mondo nei 100m con il primato personale di 10,79 wind+06. Nelle indoor vince 4 ori nei 60-200-400-4×200 ad Elskistuna (Svezia).
Nel 2006 a Poznań si laurea campione europeo sui 400 m, categoria M40, con il tempo di 49",10, nella stessa rassegna è argento sui 100 metri piani con 11"00 e vince i 200 m in 21,74. Vince ancora nei mondiali Indoor di Linz (Austria) nei 200 m; 400 m (con il nuovo record del Mondo in 48,96; staffetta 4×200 m.
Nel 2007 vinche a Riccione il mondiale sui 400 m e nella 4×400m. Nelle Indoor ad Helsinki vince sia i 200 m, 400 m e la 4×1giro.
Nel 2008 Campione del Mondo Indoor a Clermon Ferrant nei 200 m e 400 m, con il nuovo record del mondo in 48,95 e nella 4×200 m. All'aperto vince i 200 m, 400m, 4×100, 4×400 a Lubiana negli Europei.
Nel 2009 si laurea Campione Europeo dei 400 m Indoor in Ancona e nella staffetta 4×200. All'aperto di nuovo protagonista nei Mondiali a Lahti (Finlandia) nella "tripletta" 100-200-400, uno dei pochissimi atleti master mondiali a riuscire in simili imprese.
Nel 2010 ai mondiali canadesi di Kamloops rivince nuovamente i 400 m ed è vicecampione del mondo nei 200 m e bronzo in staffetta. Nello stesso anno in Ungheria vince l'oro nei 400m.
Nel 2011 vince in Belgio 3 ori negli europei Indoor di Gent, 200 m; 400 m; 4×1giro, sempre nella categoria M45. Sfortunata la trasferta per i mondiali all'aperto di Sacramento (California), dove un infortunio al tendine d'Achille sinistro lo priva di prestazioni ad altissimo livello.
Nel 2012 decide di non competere per smaltire i postumi degli infortuni avuti negli anni nella carriera master.